# 唐纳德·萨瑟兰
唐纳德·愛德華·麥克尼克·萨瑟兰（英語：Donald Edward McNichol Sutherland，1935年7月17日—2024年6月20日），加拿大籍英國苏格兰男演员，曾參演《飢餓遊戲》電影系列。

## 简历
1935年出生于加拿大圣约翰市，毕业于英国伦敦皇家演艺学院。加拿大演技派男星，2003年凭借HBO剧集《战争之路》荣获金球奖最佳男配角及艾美奖最佳男演员奖。
2024年6月20日，萨瑟兰在美國佛羅里達州邁阿密逝世，享壽88歲。

## 作品
- 《哈里根先生的手机》(Mr. Harrigan's Phone) 2022年
- 《月球隕落》(Moonfall) 2022年
- 《星際救援》(Ad Astra) 2019年
- 《美國式審判》 (American Hangman) 2018年
- 《飢餓遊戲》 (The Hunger Games) 2012年
- 《極速秒殺》 (The Mechanic) 2011年
- 《老闆不是人》 (Horrible Bosses) 2011年
- 《傻愛成金》 (Fool's Gold) 2008年
- 《錢作怪》
- 《傲慢與偏見》（Pride & Prejudice） 2005年
- 《美國怪談：鬼殺人》（An American Haunting） 2005年
- 《人口贩卖》（Human Trafficking） 2005年
- 《天羅盜網》（Italian Job） 2003年
- 《殺戮時刻》
- 《冷山》（Cold Mountain）
- 《大腕》 冯小刚导演 2000年贺岁片
- 《太空大哥大》克林·伊斯威特導演
- 《危機總動員》1995年
- 《血染的季節》（A Dry White Season）
- 《桃色機密》
- 《刺杀肯尼迪》
- 《柳巷芳草》艾倫·派庫拉執導
- 《卡薩諾瓦》義大利導演费德里柯·费里尼代表作
- 《風流軍醫俏護士》大導演勞勃·阿特曼
- 《北極光》
- 《猛鷹突擊兵團》1975年
- 《決死突擊隊》

## 家庭
妻子為雪莉·道格拉斯（Shirley Douglas），兒子為基弗·萨瑟兰。